# Kuta
Kuta (rusky Кута) je řeka v Irkutské oblasti v Rusku. Je dlouhá 408 km. Plocha povodí měří 12 500 km².

## Průběh toku
Protéká po jihovýchodním okraji Středosibiřské pahorkatiny. Údolí řeky je bažinaté a lesnaté. Ústí zleva do Leny.

### Přítoky
Největším přítokem je zprava Kupa.

## Vodní režim
Zdrojem vody jsou převážně sněhové srážky. Průměrný roční průtok vody poblíž ústí činí 62,4 m³/s. Zamrzá v listopadu a rozmrzá na začátku května.

## Využití
Při ústí řeky leží město Usť-Kut. V povodí řeky se vyskytují minerální prameny.